# Cryptanura excalibur
Cryptanura excalibur là một loài tò vò trong họ Ichneumonidae.